# Salvador Meléndez Bruna
Salvador Meléndez Bruna (Sevilla, ? - Cadis, 1828) fou un mariner espanyol, governador de Puerto Rico de 1809 fins a 1820. Va declarar vigent a Puerto Rico la Constitució de Cadis del 15 de juliol de 1812.